# Misurazione e metrologia meccanica
Per misurazione si intende qualsiasi esperienza che, attraverso una successione di azioni logiche con l'ausilio di determinati strumenti, porta alla conoscenza delle caratteristiche di un oggetto, quali le sue dimensioni, la sua massa, il suo stato termico, ecc. Le misurazioni possono riguardare anche un processo industriale che si voglia controllare, ed eventualmente modificare.
Gli strumenti di misura sono, oggigiorno diffusi, oltre che nel campo industriale, anche in quello civile. Basti pensare al tachimetro/contakilometri presente sul qualsiasi autovettura, al contatore dell'energia elettrica erogata presente in ogni casa, ecc.

## Qualità metrologiche
Le qualità metrologiche di uno strumento  definiscono quantitativamente la bontà dello strumento stesso. Queste, in genere, si riassumono in:

### Campo di misura
Il campo di misura rappresenta l'intervallo massimo misurabile dal particolare strumento di misura in oggetto e nel quale sono valide le altre qualità metrologiche. Si definisce una portata massima, una portata minima e un sovraccarico nominale. A proposito del campo di misura bisogna definire la spaziatura delle tacche di misura sul quadrante dello strumento. Questa seguirà una legge fisica descritta da una equazione matematica detta curva di graduazione. Se la relazione, che lega l'ingresso allo strumento all'uscita, è una retta del piano cartesiano lo strumento si dice lineare, se è una parabola lo strumento si dice quadratico e così via. Si definisce anche una curva di taratura secondo la quale si "accorda" lo strumento di serie con un campione di riferimento o con uno strumento che abbia una precisione almeno di un ordine di grandezza superiore. 

### Sensibilità
Analiticamente la sensibilità è la derivata della curva di graduazione rispetto alla grandezza d'ingresso:
{\displaystyle S=\lim _{\Delta i\to 0}{\dfrac {\Delta u}{\Delta i}}={\dfrac {du}{di}}}
Quindi se lo strumento è lineare la sensibilità è costante; se lo strumento è quadratico la sensibilità è crescente in modo lineare, e così via.

### Risoluzione
La risoluzione è definita come la più "piccola" variazione della grandezza  {\displaystyle \Delta i}  in ingresso che provoca una uscita  {\displaystyle \Delta u}  che lo strumento riesce a misurare

### Precisione
Il problema della precisione, quantificato con l'errore, o ancora meglio con l'incertezza, può avere due cause: gli errori possono essere sistematici (malfunzionamento dello strumento, condizioni di utilizzo non corrette, disturbi esterni, taratura errata ecc., i quali possono e devono essere eliminati) oppure casuali. 
Per quelli casuali l'approccio può essere di due tipi: uno a priori e l'altro a posteriori. Il primo, quello a priori, cerca di quantificare l'incertezza analizzando le cause possibili e cercando di annullarle. Con l'approccio a posteriori, invece, non si ha interesse a determinare le cause dell'errore ma si procede ad un'analisi statistica su un insieme di n misure ottenute in condizioni il più possibile costanti.

### Finezza
La finezza indica l'attitudine dello strumento a non perturbare la grandezza oggetto della misura. In campo elettrico, ad esempio, per misure di tensione bisogna calibrare in modo opportuno resistenza del voltmetro (di solito variandola da 1 a 100 MΩ), per non degradare l'informazione che il segnale trasporta. Discorso analogo ma opposto per misure di corrente, in quanto è bene che la resistenza interna all'amperometro sia il più bassa possibile.

### Rapidità
La rapidità è quella caratteristica degli strumenti che permette di seguire le variazioni nel tempo della grandezza oggetto della misura. La rapidità dello strumento è valutata da come lo strumento risponde a degli ingressi particolari, come il gradino oppure un ingresso di tipo sinusoidale, per il quale si esamina quella che viene definita la risposta in frequenza dello strumento. e la rapidità dello strumento è cadente la rapidità sarà più bassa

## La dinamica degli strumenti
Per descrivere la dinamica di uno strumento si fa uso delle equazioni differenziali lineari (a coefficienti costanti).